# Lejlighed (film)
|  | Denne artikel er oprettet af botten Steenthbot ud fra en ekstern database. Den kan derfor have sproglige fejl eller mangler. Denne skabelon kan fjernes efter kontrol af indholdet. |

Lejlighed er en dansk kortfilm fra 2013 instrueret af Louise Wulff efter eget manuskript.

## Handling
En hjemløs kvinde får ved et tilfælde adgang til en fremmed mands lejlighed. En fremmed mand, som hun tilfældigvis har set sig lun på.